# Juan Serqueira de Lima
Juan Serqueira de Lima (em português:  João Cerqueira de Lima) (1655 — Madrid, 1726) foi um compositor, harpista e guitarrista português que trabalhou em Espanha durante o período do Barroco.

## Biografia
Muito pouco se sabe sobre a sua formação musical ou sobre os seus primeiros anos de exercício. Sabe-se que em 1676, enquanto trabalhava como músico para uma companhia de atores em La Coronada, teve que ir a Madrid devido à preparação de aos autos sacramentais para o Corpus Christi. A partir desta data o compositor permanecerá em Madrid, atuando como harpista e diretor musical de autos religiosos anuais, em comédias de teatros públicos e em obras dramáticas cortesãs (comédias, zarzuelas, semióperas e óperas). Trabalhou como compositor para várias companhias entre as quais se destacam a de Miguel Vallejo e José del Prado para as quais compôs sobretudo loas e bailes para teatro. Também participou nas reposições de Ni amor se libra de amor (1679) e La púrpura de la rosa (1680), ambas de Calderón de la Barca com música de Juan Hidalgo. Datas documentadas da sua carreira são o ano de 1682, no qual pôs em música os autos sacramentais do Corpus Christi em Madrid e 1713 em que compôs música para Santa Cecília, interpretada pela companhia de Joseph Garcés no Teatro del Príncipe. Apesar do talento de Cerqueira ter sido muito valorizado pelos oficiais teatrais de Madrid, nunca recebeu uma pensão da corte, ainda que o tenha recebido dos administradores dos teatros públicos durante os seus últimos anos. Conhece-se pouco da sua vida pessoal. Uma curta biografia publicada em Genealogía, origen y noticias de los comediantes de España regista detalhes sobre os seus dois casamentos, o primeiro com a atriz Theresa Garay e a segunda com a cortesã María de Prado. Também se conhece uma aventura amorosa com a então famosa atriz e cantora Bernarda Manuela de Grifona, de quem tinha um retrato em casa; Por supostamente o ter venerado com uma recitação do rosário foi encarcerado temporariamente pela Inquisição Espanhola em 1691.